# America's Most Wanted
Pour les articles homonymes, voir AMW.
America's Most Wanted (AMW) est une émission d'investigation et de réalité scénarisée américaine produite par la 20th Television, créée et présentée par John Walsh du 7 février 1988 au 21 avril 2012 sur la Fox, avec une pause du 2 décembre 2011 au 12 octobre 2012 sur Lifetime.
L'émission a notamment permis l'arrestation de John List qui a été reconnu par un portrait robot diffusé au cours de l'émission.
Avec ses 25 saisons et 1 149 épisodes, elle a été la plus longue émission de tous types du réseau de la Fox avant d'être dépassée depuis par Les Simpson.